# Finskt Travderby
Finskt Travderby (fi. Suuri Suomalainen Derby) är en årlig travtävling på Vermo travbana i Helsingfors i Finland. Fyraåriga finskfödda varmblodiga travhästar kan delta. Finalen går av stapeln i september varje år och körs över 2600 meter med autostart. Förstapris är 150 000 euro. Det är Finlands motsvarighet till Svenskt Travderby. Det är ett Grupp 1-lopp, det vill säga ett lopp av högsta internationella klass.

## Vinnare
| År   | Häst              | Kusk              | Tränare             | Tid    |
| ---- | ----------------- | ----------------- | ------------------- | ------ |
| 2023 | Crepe Match       | Olli Koivunen     | Harri Koivunen      | 1.13,6 |
| 2022 | Dusktodawn Boogie | Kenneth Danielsen | Kenneth Danielsen   | 1.13,2 |
| 2021 | Magical Princess  | Pekka Korpi       | Pekka Korpi         | 1.13,7 |
| 2020 | Mascate Match     | Pekka Korpi       | Pekka Korpi         | 1.13,4 |
| 2019 | Graceful Swamp    | Ari Moilanen      | Erkki-Pekka Mäkinen | 1.13,2 |
| 2018 | Hachiko de Veluwe | Jorma Kontio      | Timo Nurmos         | 1.13,3 |
| 2017 | Benjamin Evo      | Veijo Heiskanen   | Veijo Heiskanen     | 1.13,3 |
| 2016 | Elian Web         | Janne Soronen     | Katja Melkko        | 1.14,8 |
| 2015 | Fabrice Duo       | Pekka Korpi       | Pekka Korpi         | 1.14,4 |
| 2014 | Jonesy            | Tuomas Korvenoja  | Tuomas Korvenoja    | 1.13,2 |
| 2013 | Quite An Avenger  | Markku Nieminen   | Markku Nieminen     | 1.13,7 |
| 2012 | Brad de Veluwe    | Tuomas Korvenoja  | Tuomas Korvenoja    | 1.14,8 |
| 2011 | Seabiscuit        | Jorma Kontio      | Timo Nurmos         | 1.14,1 |
| 2010 | Express Type      | Harri Koivunen    | Mikko Rivinoja      | 1.14,8 |
| 2009 | Target Hoss       | Jorma Kontio      | Timo Nurmos         | 1.14,8 |
| 2008 | Ribaude           | Harri Koivunen    | Harri Koivunen      | 1.14,4 |
| 2007 | Photocopy         | Jorma Kontio      | Heikki Korhonen     | 1.15,0 |
| 2006 | Quicksilver Kemp  | Juha Utala        | Juha Utala          | 1.15,3 |
| 2005 | Passionate Kemp   | Markku Nieminen   | Markku Nieminen     | 1.14,7 |